# San Pedro de Rozados
San Pedro de Rozados és un municipi de la província de Salamanca, a la comunitat autònoma de Castella i Lleó. Limita al Nord amb els enclavaments de Cubito (Carrascal de Barregas), Gejo de Doña Mencía (Barbadillo), Rodillo (Carrascal de Barregas), San Benito de la Valmuza (Galindo y Perahuy), Carrascal de San Benito (Barbadillo) i els municipis de Aldeatejada i Mozárbez, a l'est amb Morille i Monterrubio de la Sierra, al Sud amb Membribe de la Sierra, al Sud-oest amb Las Veguillas i a l'Oest amb Vecinos i Matilla de los Caños del Río.

## Demografia
| 1991 | 1996 | 2001 | 2004 |
| ---- | ---- | ---- | ---- |
| 436  | 389  | 359  | 350  |